# Acanthametropus
Acanthametropus je rod jepic z čeledi Acanthametropodidae. Popsány byly dva druhy tohoto rodu.

## Systematika
Do tohoto rodu patří dva popsané druhy:
- Acanthametropus nikolskyi, Tshernova, 1948
- Acanthametropus pecatonica, Burks, 1953